# 1235
Високе Середньовіччя •  Золота доба ісламу •  Реконкіста •  Хрестові походи •  Київська Русь •  Монгольська імперія

## Геополітична ситуація
На території колишньої Візантійської імперії існує декілька держав. Фрідріх II Гогенштауфен є імператором Священної Римської імперії (до 1250). У Франції править Людовик IX (до 1270).
Апеннінський півострів розділений: північ належить Священній Римській імперії, середню частину займає Папська область, більша частина півдня належить Сицилійському королівству. Деякі міста півночі: Венеція, Піза, Генуя тощо, мають статус міст-республік, частина з яких об'єднана Ломбардською лігою.
Південь Піренейського півострова в руках у маврів. Північну частину півострова займають християнські Кастилія, Леон (Астурія, Галісія), Наварра, Арагонське королівство (Арагон, Барселона) та Португалія. Генріх III є королем Англії (до 1272), а королем Данії — Вальдемар II (до 1241).
У Києві княжить Ізяслав Мстиславич (до 1235), у Галичі — Ростислав Михайлович, у Володимирі-на-Клязмі — Юрій Всеволодович (до 1238). Новгородська республіка та Володимиро-Суздальське князівство фактично відокремилися від Русі. У Польщі період роздробленості. На чолі королівства Угорщина стоїть Бела IV (до 1270).
В Єгипті, Сирії та Палестині править династія Аюбідів, невеликі території на Близькому Сході утримують хрестоносці. У Магрибі держава Альмохадів почала розпадатися. Сельджуки окупували Малу Азію. Монгольська імперія поділена між спадкоємцями Чингісхана. Північний Китай підкорений монголами, на півдні править династія Сун. Делійський султанат є наймогутнішою державою Північної Індії, а на півдні Індії домінує Чола. В Японії триває період Камакура.
Цивілізація майя переживає посткласичний період. Почала зароджуватися цивілізація ацтеків.

## Події
- Київський князь Володимир Рюрикович і галицький князь Данило Романович зазнали поразки від половців і потрапили в полон.
- У Києві став княжити Ізяслав Мстиславич.
- Михайло Чернігівський захопив Галич і посадив на галицький престол свого сина Ростислава.
- Імператор Священної Римської імперії Фрідріх II придушив бунт свого сина Генріха II Швабського.
- Королем Угорщини став Бела IV.
- Війська нікейського імператора Іоанна III Дуки Ватаца та болгарського царя Івана Асеня II взяли в облогу Константинополь. Латинському імператору Іоанну де Брієну вдалося відвести загрозу з допомогою венеційської ескадри.
- Папа римський Григорій IX закликав до хрестового походу задля захисту Латинської імперії, однак цей заклик не знайшов підтримки.
- Арагонський король Хайме Завойовник узяв Ібіцу.
- Канонізовано Єлизавету Угорську.
- Делійський султан Ілтутмиш підкорив собі Малаву.
- почалося монгольське завоювання імперії Південна Сун.